# Xylocopa valga
Xylocopa valga là một loài Hymenoptera trong họ Apidae. Loài này được Gerstäcker mô tả khoa học năm 1872.

## Hình ảnh

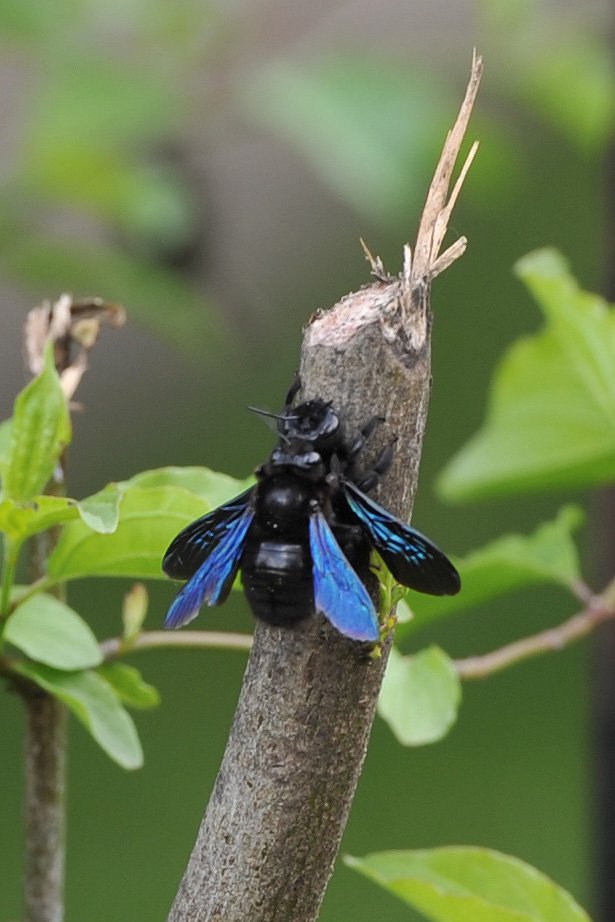
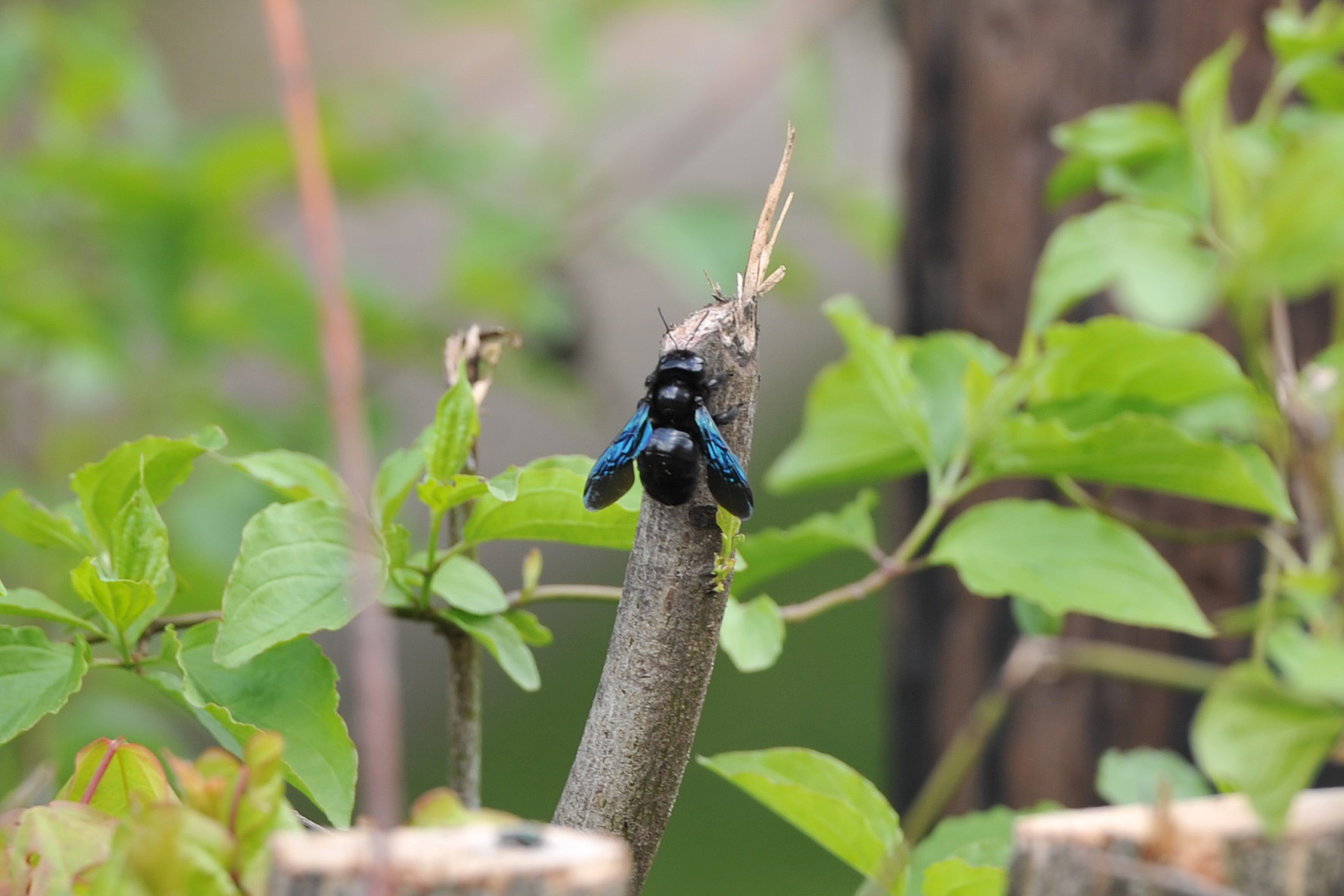
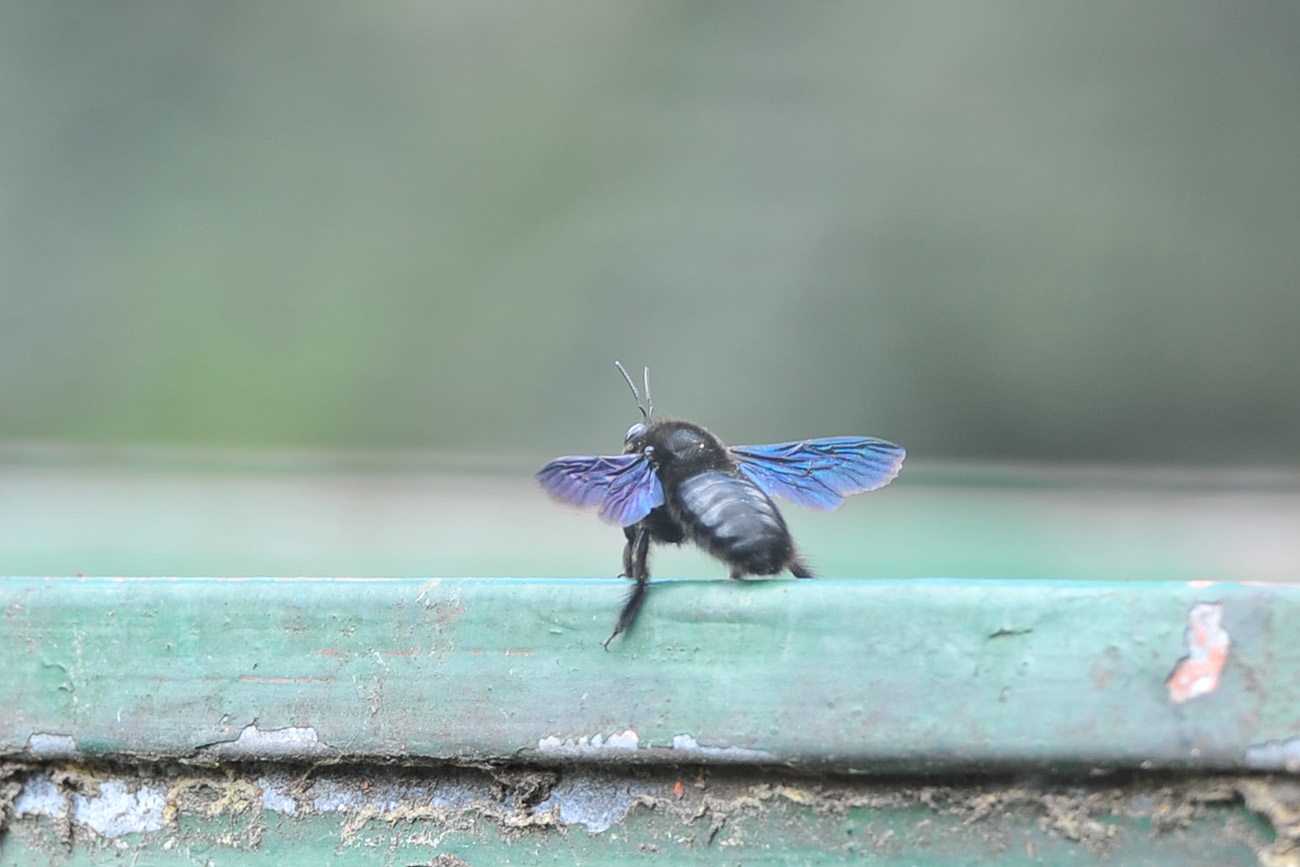
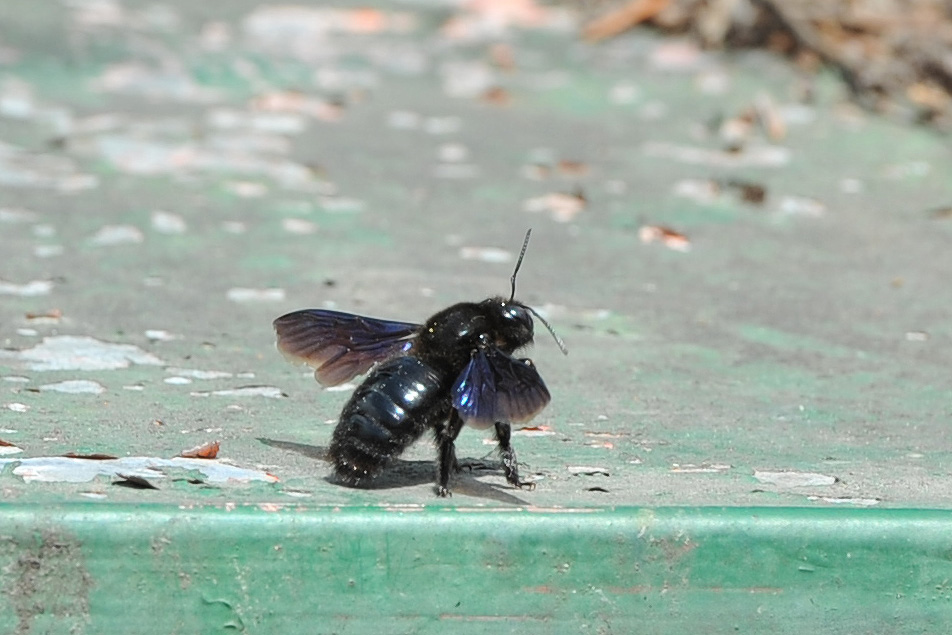